# 아이돌마스터 밀리언 라이브!
《아이돌마스터 밀리언 라이브!》(일본어: アイドルマスター ミリオンライブ！ 아이도루마스타 미리온 라이부[*], THE IDOLM@STER MILLION LIVE!)는 반다이 남코 엔터테인먼트가 2013년 2월 27일에 GREE에서 서비스를 시작한 휴대폰 전용 소셜 게임으로 주식회사 반다이 남코 엔터테인먼트가 운영·제공하는 GREE의 콘텐츠 중 하나이다.

## 개요
"웃고, 고민하면서 여자 아이들(아이돌)은 더욱 빛난다 - 우리와 이 무대에서 꿈을 실현하십시오!"가 본 게임의 컨셉이라고 할 수 있다. 아이돌들이 그려진 카드를 모아 육성하여 '영업'이나 '합동 페스', '오디션 배틀'을 실시한다. 765프로 라이브 극장을 무대로 기존의 아이돌들에 새로운 37명의 오리지널 캐릭터가 등장한다. 카드 일러스트는 TV 애니메이션 판을 제작한 A-1 Pictures에서 담당했으며 이 게임의 모든 카드의 일러스트를 새롭게 그렸다.
기본 플레이는 무료지만 아이템을 구입할 때는 과금이 필요하다.

## 게임 시스템
프로듀서가 된 플레이어는 각지에서 영업을 하면서 아이돌들과 만나 그 아이돌을 육성한다. 또한 3명의 유닛을 조합하고 그 유닛 멤버의 팬을 모아 765프로 라이브 극장을 발전시켜 나간다는 것이 취지이다.

### 영업
'체력'을 소비하여 '영업 에리어'의 클리어를 목표로 하는 게임 모드이다. '체력'은 1분에 1씩 회복되며 영업 에리어의 마지막에는 그 에리어의 라이벌이 등장하여 1대1 대결을 펼치게 된다. 라이벌에게 승리하면 그 에리어는 클리어하게 된다.

### 합동 페스
에리어를 진행함과 동시에 합동 페스가 개최되기도 한다. 합동 페스에서는 다른 플레이어와 협력하면서 어필 배틀을 실시하는데 경쟁사보다 많은 어필을 하게 되면 경쟁에서 승리하고 합동 페스는 종료된다. 합동 페스를 성공시키면 보상과 함께 합동 페스티벌에 참가한 유닛 멤버의 팬이 늘어난다. 성공할 때마다 경쟁 수준이 올라가 라이벌의 HP와 필력도 상승해 만만치 않게 되지만 그만큼 승리했을 때의 보상이 증가하고 유닛 멤버의 팬의 증가치도 늘어난다.

### 오디션 배틀
합동 페스와는 별개로 다른 플레이어와 대결하는 배틀이다. 배틀에서 승리할 시에 카드를 1표 받을 수 있으며(원칙적으로 1일 1회, 특정일은 3회까지) 9개를 모으면 경품과 교환할 수 있다.

### 극장
일정 시간마다 게임 내 통화인 매니를 얻을 수있다. 매니의 양은 극장 수준에 비례하고 합동 페스에서 획득한 팬의 수에 따라 극장의 수준이 결정된다.

### 오디오 룸
메뉴에서 들어갈 수 있으며 THE IDOLM@STER LIVE THE@TER PERFORMANCE 시리즈에 수록되어 있는 악곡의 감상이 가능하다.

### 아이돌 육성

#### 가챠
가챠를 실시하는 것으로 카드를 입수할 수 있다. 일반적으로는 아래와 같이 4종류의 가챠가 준비되어 있으며 사용 가능한 카드나 입수 확률은 각 가챠의 '출현 카드 목록'에서 확인할 수 있다. 또한 이벤트 한정 가챠가 제공되는 경우도 있다.

##### 포인트 가챠(무료 가챠)
1일 1회, 또는 특정한 시간에 한 번 무료로 실시할 수 있으며 가챠 포인트 200포인트 당 1회 실시할 수 있다. 'N', 'HN', 'R', 'HR' 카드를 얻을 수 있다.

##### 플래티넘 가챠(유료 가챠)
GREE의 유료 가상 통화인 'GREE 코인'을 사용해 실시할 수 있다.'R', 'HR', 'SR'의 카드를 입수할 수 있다.

##### 티켓 가챠
합동 페스나 로그인 보너스로 입수한 티켓을 사용한다. 다양한 티켓이 있어 티켓마다 획득할 수 있는 카드의 종류가 달라진다. 티켓 1장당 1회 실시할 수 있다.

##### 아이돌 지명 가챠
아이돌 팬 인원수 달성 보상으로 가능한 티켓으로 티켓에 기재된 아이돌의 이름에 해당하는 아이돌의 카드만 출현하는 카드로 구성되어 있다. 티켓 1장당 1회 실시 할 수 있다.

#### 레슨
다른 카드를 '소재 카드'로 사용하는 것으로 아이돌을 성장시킨다. 레벨 업마다 AP·DP 값이 증가한다. 또한 카드의 조합에 따라 스킬 레벨이 오를 수 있고 일부 카드는 각성시킬 수 있다. 각성을 하면 카드 상태 상승이나 일러스트의 변화가 일어난다.

#### 이적
카드를 매니로 변환한다. 일반적인 카드 게임의 판매와 같다.

### 카드의 설명

#### 이름
카드의 일러스트에 입각한 이름으로 플레이어가 변경할 수 없으며 같은 캐릭터라도 레어도에 따라 이름이 달라진다.
- 예(호시이 미키)
  - 'N' - 호시이 미키
  - 'HN' - [아이돌]호시이 미키
  - 'R' - [잠자는 공주]호시이 미키
  - 'SR' - [반짝이는 약속]호시이 미키
  - 'SR 각성' - [일순간의 윙크]호시이 미키

#### 유형
다음과 같은 세 가지의 유형이 존재한다.
- Vocal(카드 색깔 : 분홍색)
- Dance(카드 색깔 : 파란색)
- Visual(카드 색깔 : 노란색)

또다른 소셜 게임인 아이돌 마스터 신데렐라 걸스가 게임 시작시에 플레이어의 유형을 결정하는 것에 비해 밀리언 라이브에서는 플레이어 스스로의 특성을 결정하지 않는다. 등장하는 아이돌은 하나의 유형이 주어지며 같은 캐릭터면 동일한 유형의 카드로 존재한다(이전 항목의 호시이 미키 카드의 경우 모든 유형은 'Visual'이 된다).

#### 레어도
카드의 희귀도를 나타내며 낮은 순서부터
- N
- HN
- R
- HR
- SR

위와 같이 5종류가 있다. 레어도가 높을수록 카드의 초기 AP·DP 값이 높으며 레벨의 상한 수준도 높다.

#### 각성
일부 HR과 SR 등급의 카드는 각성이 가능하다. 각성이 가능한 카드는 왼쪽에 오렌지색의 음표가 그려져 있다. 기본적으로는 한번만 각성이 가능하지만 특별한 카드의 경우는 3번 각성이 가능하다. 각성할 수 있는 카드를 최대 레벨까지 육성한 후, 경험치 게이지가 각성 게이지로 전환되어 이 게이지가 가득 차면 각성이 이루어진다. 각성을 하면 카드의 일러스트가 바뀌고 AP·DP의 최대치가 높아진다.

#### 덱 유닛
대전용 카드 조합(덱)은 3종류가 있고 각 종류마다 자동 편성 덱과 사용자 편성 덱을 3개씩 짤 수 있게 된다.
- 합동 페스 용(공수 양용. 최대 9명)
- 오디션 배틀 용(공수 양용. 최대 9명)
- 극장 용(자동 구성으로만 가능. 최대 5명)

또한 이와는 별도로 육성 대상 3인(유닛)을 편성할 수 있다. 유닛은 마이 페이지의 상단에 표시되며 합동 페스 등에서 승리했을 때의 파라미터 상승은 덱이 아니라 유닛의 아이돌에 주어진다.

## 등장 캐릭터
THE IDOLM@STER 시리즈에 등장하는 13명의 아이돌 외에도 신 캐릭터 37명이 등장한다. 또한 오토나시 코토리도 플레이어의 서포트 역으로 등장한다. 공식 사이트의 아이돌 소개란에서는 아이돌의 자기 소개를 듣거나 사인을 볼 수있다. 또한 본작에서는 새롭게 등장한 캐릭터의 표정 러프를 볼 수도 있다.

### Vocal
- 줄은 일명순.
- Dance 목록 / Visual 목록 / EX 목록도 참조.

| 이름            | 일명        | 생년월일  | 연령 | 혈액형 | 별자리     | 신장 | 체중 | B  | W  | H  | 취미                         | 특기                           | 기호                     | 성우            |
| --------------- | ----------- | --------- | ---- | ------ | ---------- | ---- | ---- | -- | -- | -- | ---------------------------- | ------------------------------ | ------------------------ | --------------- |
| 아마미 하루카   | 天海 春香   | 4월 3일   | 17   | O      | 양자리     | 158  | 46   | 83 | 56 | 82 | 노래방, 장시간전화           | 과자 만들기                    | 노래하기                 | 나카무라 에리코 |
| 카스가 미라이   | 春日 未来   | 6월 28일  | 14   | O      | 게자리     | 156  | 42   | 78 | 54 | 77 | 사랑스러운 머리핀을 모으기   | 노래하기                       | 라이브                   | 야마자키 하루카 |
| 키사라기 치하야 | 如月 千早   | 2월 25일  | 16   | A      | 물고기자리 | 162  | 41   | 72 | 55 | 78 | 음악 감상                    | 노래                           | 트레이닝                 | 이마이 아사미   |
| 키노시타 히나타 | 木下 ひなた | 7월 4일   | 14   | O      | 게자리     | 146  | 39.5 | 74 | 55 | 78 | 가드닝                       | 날씨를 맞히기                  | 할머니                   | 타무라 나오     |
| 시죠 타카네     | 四条 貴音   | 1월 21일  | 18   | B      | 물병자리   | 169  | 49   | 90 | 62 | 92 | 천체관측, 역사               | 직감                           | 라면                     | 하라 유미       |
| 줄리아          | ジュリア    | 9월 26일  | 16   | O      | 저울자리   | 157  | 43   | 79 | 54 | 80 | 없음                         | 기타                           | 펑크 록                  | 테라카와 아이미 |
| 타카야마 사요코 | 高山 紗代子 | 12월 29일 | 17   | A      | 염소자리   | 156  | 42   | 82 | 55 | 80 | 고슴도치의 사육              | 하룻밤 자면 힘이 날 수 있다    | 친구, 아이돌 동료        | 코마가타 유리   |
| 타나카 코토하   | 田中 琴葉   | 10월 5일  | 18   | A      | 저울자리   | 157  | 44   | 79 | 55 | 78 | 욕실                         | 펜싱                           | 아이스                   | 타네다 리사     |
| 텐쿠바시 토모카 | 天空橋 朋花 | 11월 11일 | 15   | AB     | 전갈자리   | 156  | 41   | 80 | 56 | 79 | 팬에게 기뻐하게 하기         | 말싸움                         | 귀여운 부채              | 코이와이 코토리 |
| 하코자키 세리카 | 箱崎 星梨花 | 2월 20일  | 13   | O      | 물고기자리 | 146  | 37   | 74 | 54 | 76 | 바이올린                     | 도그 어질리티의 핸들러         | 홍차, 쿠키               | 아사쿠라 모모   |
| 마츠다 아리사   | 松田 亜利沙 | 6월 7일   | 16   | AB     | 쌍둥이자리 | 154  | 40   | 81 | 54 | 80 | 아이돌의 데이터 모음         | 아이돌의 변장을 간파할 수 있다 | 패밀리 레스토랑의 디저트 | 무라카와 리에   |
| 미우라 아즈사   | 三浦 あずさ | 7월 19일  | 21   | O      | 게자리     | 168  | 48   | 91 | 59 | 86 | 개의 산책                    | 운세                           | 카페 순회                | 타카하시 치아키 |
| 미나세 이오리   | 水瀬 伊織   | 5월 5일   | 15   | AB     | 황소자리   | 153  | 40   | 77 | 54 | 79 | 해외 여행, 먹으러 돌아다니기 | 쇼핑                           | 과즙 100% 오렌지 주스    | 쿠기미야 리에   |
| 모가미 시즈카   | 最上 静香   | 9월 14일  | 14   | A      | 처녀자리   | 162  | 44   | 76 | 53 | 77 | 테니스                       | 피아노                         | 우동                     | 타도코로 아즈사 |
| 모치즈키 안나   | 望月 杏奈   | 5월 31일  | 14   | AB     | 쌍둥이자리 | 152  | 41   | 78 | 53 | 79 | 온라인 게임                  | 타이핑                         | 귀여운 것                | 나츠카와 시이나 |
| 야부키 카나     | 矢吹 可奈   | 8월 18일  | 14   | A      | 사자자리   | 155  | 43   | 77 | 54 | 76 | 뭐든지 노래하는 것           | 합창                           | 옥상에서 노래하기        | 키도 이부키     |

### Dance
- 줄은 일명순.
- Vocal 목록 / Visual 목록 / EX 목록도 참조.

| 이름            | 일명                   | 생년월일  | 연령 | 혈액형 | 별자리   | 신장 | 체중 | B  | W  | H  | 취미              | 특기                                   | 기호                 | 성우            |
| --------------- | ---------------------- | --------- | ---- | ------ | -------- | ---- | ---- | -- | -- | -- | ----------------- | -------------------------------------- | -------------------- | --------------- |
| 에밀리 스튜어트 | エミリー・スチュアート | 1월 8일   | 13   | A      | 물병자리 | 156  | 41   | 74 | 54 | 76 | 카드 놀이         | 일본 무용                              | 가루차               | 카하라 유       |
| 오오가미 타마키 | 大神 環                | 4월 29일  | 12   | B      | 황소자리 | 147  | 39   | 76 | 51 | 77 | 탐험              | 돌팔매                                 | 애슬래틱 랜드        | 이나카와 에리   |
| 가나하 히비키   | 我那覇 響              | 10월 10일 | 16   | A      | 저울자리 | 152  | 41   | 83 | 56 | 80 | 뜨개질, 탁구      | 가사 전반                              | 산책, 동물           | 누마쿠라 마나미 |
| 키쿠치 마코토   | 菊地 真                | 8월 29일  | 17   | O      | 처녀자리 | 159  | 44   | 75 | 57 | 78 | 스포츠 전반       | 가라테, 댄스                           | 봉제인형             | 히라타 히로미   |
| 키타카미 레이카 | 北上 麗花              | 5월 17일  | 20   | A      | 황소자리 | 164  | 47   | 84 | 58 | 84 | 등산              | 폐활량이 많다                          | 드라이브             | 히라야마 에미   |
| 코우사카 우미   | 高坂 海美              | 8월 10일  | 16   | O      | 사자자리 | 155  | 45   | 82 | 57 | 84 | 볼더링            | 보통 사람으로 할 수 없는 포징이 생긴다 | 댄스                 | 우에다 레이나   |
| 사타케 미나코   | 佐竹 美奈子            | 3월 22일  | 18   | O      | 양자리   | 158  | 45   | 86 | 54 | 82 | 격투 게임         | 요리                                   | 친구와의 장시간전화  | 오오제키 에리   |
| 시마바라 엘레나 | 島原 エレナ            | 10월 26일 | 17   | B      | 전갈자리 | 160  | 47   | 85 | 58 | 86 | 파티              | 삼바를 춤추기                          | 모두 떠들기          | 카쿠모토 아스카 |
| 타카츠키 야요이 | 高槻 やよい            | 3월 25일  | 14   | O      | 양자리   | 145  | 37   | 74 | 54 | 78 | 오델로, 야구      | 절약, 가정 채소밭                      | 가족                 | 니고 마야코     |
| 나가요시 스바루 | 永吉 昴                | 9월 20일  | 15   | B      | 처녀자리 | 154  | 41   | 79 | 59 | 78 | 야구              | 변화구                                 | 아이돌               | 사이토 유카     |
| 노노하라 아카네 | 野々原 茜              | 12월 3일  | 16   | AB     | 궁수자리 | 150  | 42   | 80 | 58 | 79 | 스킵              | 인라인 스케이트                        | 푸딩                 | 오가사와라 사키 |
| 바바 코노미     | 馬場 このみ            | 6월 12일  | 24   | A      | 쌍둥이좌 | 143  | 37   | 75 | 55 | 79 | 북미 드라마 감상  | 마작                                   | 일본술               | 타카하시 미나미 |
| 후쿠다 노리코   | 福田 のり子            | 3월 30일  | 18   | A      | 양자리   | 164  | 48   | 87 | 58 | 87 | 격투기 관전       | 오토바이의 운전                        | 불고기               | 하마사키 나나   |
| 마이하마 아유무 | 舞浜 歩                | 7월 23일  | 19   | A      | 사자자리 | 158  | 49.9 | 86 | 60 | 88 | 쇼핑              | 댄스                                   | 와사비               | 토다 메구미     |
| 마카베 미즈키   | 真壁 瑞希              | 1월 27일  | 17   | B      | 물병자리 | 160  | 43   | 73 | 54 | 77 | 마술              | 바톤 트월링                            | 십자말풀이           | 아베 리카       |
| 모모세 리오     | 百瀬 莉緒              | 11월 21일 | 23   | A      | 전갈자리 | 168  | 46   | 84 | 57 | 84 | 요가 엑서사이즈   | 메이크                                 | 사랑스럽고 섹시한 옷 | 야마구치 리카코 |
| 요코야마 나오   | 横山 奈緒              | 2월 12일  | 17   | O      | 물병자리 | 159  | 46   | 84 | 57 | 83 | 목욕탕, 온천 순회 | 스태미너가 있다                        | 친구와 수다          | 와타나베 유이   |

### Visual
- 줄은 일명순.
- Vocal 목록 / Dance 목록 / EX 목록도 참조.

| 이름             | 일명            | 생년월일  | 연령 | 혈액형 | 별자리     | 신장 | 체중 | B  | W  | H  | 취미                      | 특기                             | 기호                        | 성우              |
| ---------------- | --------------- | --------- | ---- | ------ | ---------- | ---- | ---- | -- | -- | -- | ------------------------- | -------------------------------- | --------------------------- | ----------------- |
| 아키즈키 리츠코  | 秋月 律子       | 6월 23일  | 19   | A      | 게자리     | 156  | 43   | 85 | 57 | 85 | 자격 취득                 | 분석, 실천                       | 게임, 소설                  | 와카바야시 나오미 |
| 이부키 츠바사    | 伊吹 翼         | 7월 30일  | 14   | B      | 사자자리   | 158  | 43   | 85 | 52 | 82 | 놀이의 계획을 세우기      | 가위바위보                       | 비프스테이크                | Machico           |
| 키타자와 시호    | 北沢 志保       | 1월 18일  | 14   | A      | 염소자리   | 161  | 46   | 83 | 56 | 84 | 마음에 드는 그림책을 찾기 | 기억력, 집중력이 높다            | 봉제인형                    | 아마미야 소라     |
| 시노미야 카렌    | 篠宮 可憐       | 8월 27일  | 16   | AB     | 처녀자리   | 159  | 48   | 90 | 59 | 90 | 아로마테라피              | 포커 페이스                      | 욕실                        | 콘도 유이         |
| 스오우 모모코    | 周防 桃子       | 11월 6일  | 11   | B      | 염소자리   | 140  | 35   | 73 | 53 | 74 | 귀여운 씰 모음            | 연기나 대사의 암기               | 핫케잌                      | 와타나베 케이코   |
| 토쿠가와 마츠리  | 徳川 まつり     | 2월 4일   | 19   | AB     | 물병자리   | 163  | 44   | 85 | 59 | 85 | 만화 모음                 | 연기                             | 구이 마시마로, 갯민숭달팽이 | 스와 아야카       |
| 토코로 메구미    | 所 恵美         | 4월 15일  | 16   | O      | 양자리     | 159  | 47   | 88 | 56 | 85 | 가라오케                  | 사람의 생일을 기억하기           | 친구                        | 후지이 유키요     |
| 토요카와 후우카  | 豊川 風花       | 9월 2일   | 22   | O      | 처녀자리   | 162  | 51   | 93 | 63 | 91 | 헌혈                      | 숨을 참기                        | 묘                          | 스에가라 리에     |
| 나카타니 이쿠    | 中谷 育         | 12월 16일 | 10   | B      | 궁수자리   | 142  | 37   | 72 | 52 | 73 | 애니메이션 감상           | 일찍 일어나기                    | 어머니                      | 하라시마 아카리   |
| 나나오 유리코    | 七尾 百合子     | 3월 18일  | 15   | B      | 물고기자리 | 154  | 41   | 78 | 56 | 80 | 독서                      | 펜 돌리기                        | 인절미                      | 이토 미쿠         |
| 니카이도 치즈루  | 二階堂 千鶴     | 10월 21일 | 21   | B      | 저울자리   | 165  | 50   | 85 | 58 | 86 | 카페에서 옷 잡지 체크     | 사람의 이름과 얼굴을 잊지 않는다 | 동경의 눈으로 볼 수 있는 것 | 노무라 카나코     |
| 하기와라 유키호  | 萩原 雪歩       | 12월 24일 | 17   | A      | 염소자리   | 155  | 42   | 81 | 56 | 81 | MY 시집을 쓰기            | 녹차를 넣기                      | 블로그                      | 아사쿠라 아즈미   |
| 한다 로코 (로코) | 伴田 路子(ロコ) | 3월 1일   | 15   | AB     | 물고기자리 | 154  | 42   | 78 | 57 | 77 | 물건을 만들기             | 눈감은 채로 걸을 수 있다         | 비둘기                      | 나카무라 아츠키   |
| 후타미 아미      | 双海 亜美       | 5월 22일  | 13   | B      | 쌍둥이자리 | 158  | 42   | 78 | 55 | 77 | 메일, 에코                | 흉내                             | 놀기                        | 시모다 아사미     |
| 후타미 마미      | 双海 真美       | 5월 22일  | 13   | B      | 쌍둥이자리 | 158  | 42   | 78 | 55 | 77 | 메일, 게임                | 흉내                             | 놀기                        | 시모다 아사미     |
| 호시이 미키      | 星井 美希       | 11월 23일 | 15   | B      | 궁수자리   | 161  | 45   | 86 | 55 | 83 | 친구와 수다, 네일 아트    | 자기                             | 주먹밥, 딸기 바바 로아      | 하세가와 아키코   |
| 미야오 미야      | 宮尾 美也       | 4월 24일  | 17   | O      | 황소자리   | 156  | 46   | 84 | 58 | 83 | 바둑, 장기                | 시력이 높다                      | 샌드위치                    | 키리타니 쵸쵸     |

### EX
- Vocal 목록 / Dance 목록 / Visual 목록도 참조.

| 이름            | 일명        | 생년월일 | 연령 | 혈액형 | 별자리   | 신장 | 체중 | B | W | H | 취미            | 특기 | 기호          | 성우        |
| --------------- | ----------- | -------- | ---- | ------ | -------- | ---- | ---- | - | - | - | --------------- | ---- | ------------- | ----------- |
| 오토나시 코토리 | 音無 小鳥   | 9월 9일  | ?    | AB     | 처녀자리 | 159  | 49   | ? | ? | ? | 망상, TV를 보기 | 요리 | 아이돌 여러분 | 타키타 쥬리 |
| 타카츠키 카스미 | 高槻 かすみ | ?        | 9    | ?      | ?        | ?    | ?    | ? | ? | ? | ?               | ?    | ?             |             |

## CD
발매·판매는 란티스에서 담당했다.

## 라디오
퍼스널리티에는 카스가 미라이 역의 야마자키 하루카와 하코자키 세리카 역의 아사쿠라 모모, 모가미 시즈카 역의 타도코로 아즈사가 2013년 5월 3일 매주 금요일 21시부터 니코니코 생방송 공식 채널과 연계하여 방송을 개시했다. 2013년 4월 26일 해적 버전이 방송되었다.
본 방송 후 니코니코 채널 회원 전용 오마케 프로그램이 방송된다.

## TV 애니메이션
2020년 7월 4일에 방송된 3주년 방송에서 TV 애니메이션화가 결정되었다. 2023년 10월부터 12월까지 TV 도쿄 등에서 방송되었다. 텔레비전 방송에 앞서 2023년 8월 18일부터 전국 극장에서 전편 선행 상영도 실시되었다.

### 내용주
1. ↑  카드에는 「로코」라고 표기되지만, 알파벳에는 본명인 「ROCO HANDA」로 표기된다
2. ↑  2014년 4월 1일- 14일에 행해진 4월 풀 캠페인에서 추가되었다. 앨범에서는 「타카츠키 야요이」의 테두리에 추가된다.

### 참조주
1. ↑  “『アイドルマスター ミリオンライブ！』テレビアニメプロジェクトが始動！”. 《ファミ通.com》. KADOKAWA. 2020년 7월 4일. 2020년 7월 4일에 확인함.
2. ↑  “アニメ『アイマス ミリオンライブ！』は2023年中に公開予定。春日未来を中心としたアイドルたちの劇場（シアター）の始まりから成長を描く”. 《ファミ通.com》. KADOKAWA Game Linkage. 2022년 3월 9일. 2022년 3월 9일에 확인함.
3. ↑  “【ミリオン】TVアニメ「アイドルマスター ミリオンライブ！」2023年秋 放送開始予定！ティザービジュアル＆ティザーサイト公開！”. 《【公式】アイドルマスター OFFICIAL WEB（アイマス）》. バンダイナムコエンターテインメント. 2022년 10월 8일. 2022년 10월 8일에 확인함.
4. 1 2  “アニメ『アイマス ミリオンライブ！』は10月より放送開始。新ビジュアル、PVが公開、8月から劇場先行上映会の実施も決定！”. 《ファミ通.com》. KADOKAWA Game Linkage. 2023년 1월 14일. 2023년 1월 14일에 확인함.